# Seifferts bei Oberkalbach
Das Naturschutzgebiet Seifferts bei Oberkalbach liegt auf dem Gebiet der Gemeinde Kalbach im osthessischen Landkreis Fulda.
Das Gebiet erstreckt sich südöstlich von Oberkalbach und nordwestlich von Heubach – beide Ortsteile von Kalbach. Südwestlich des Gebietes verläuft die Landesstraße L 3206 und östlich die L 2304. Westlich fließt der Kalbach, ein rechter Zufluss der Fliede, und östlich das Schmidtwasser, ein linker Zufluss des Döllbachs. Nördlich erstreckt sich das 36,4 ha große Naturschutzgebiet Struthwiesen bei Kalbach.

## Bedeutung
Das 30,1 ha große Gebiet steht seit dem Jahr 1994 unter der Kennung 1631029 unter Naturschutz.